# Kinderballade (Boudewijn de Groot)
 De kinderballade is een nummer van Boudewijn de Groot, opgenomen voor het album Zing Je Moerstaal. De tekst is die van het gelijknamige gedicht dat een jaar eerder werd geschreven door Gerrit Komrij, de muziek is van De Groot zelf. 
In april 1977 — tegelijk met het verzamelalbum Het beste van Boudewijn — verscheen het nummer op single, met als B-kant De dominee van Amersfoort van Jaap Koopmans. Het werd opnieuw uitgebracht als slotnummer op het in 1990 uitgekomen verzamelalbum Het beste van Boudewijn de Groot.
Zing Je Moerstaal was een speciaal projectalbum, uitgebracht in het kader van de Boekenweek van 1976, waarop artiesten/bands teksten van Nederlandse schrijvers uitvoerden. 

## Hitnoteringen
De single Kinderballade bleef in de Tipparade steken. In de loop der jaren heeft het lied echter aan populariteit gewonnen. Zo stond het lied een aantal jaren in de Radio 2 Top 2000.
In 2006 verscheen het gedicht van Komrij voor het eerst in druk onder de gelijknamige titel.

### NPO Radio 2 Top 2000
| Nummer met noteringen in de NPO Radio 2 Top 2000 | '00 | '01 | '02 | '03  | '04  | '05  | '06 | '07  | '08  | '09  | '10  | '11  | '12  | '13  |
| ------------------------------------------------ | --- | --- | --- | ---- | ---- | ---- | --- | ---- | ---- | ---- | ---- | ---- | ---- | ---- |
| Kinderballade                                    | 860 | -   | 835 | 1203 | 1071 | 1096 | 962 | 1012 | 1046 | 1533 | 1376 | 1944 | 1710 | 1698 |

1. ↑  Een '-' betekent dat het nummer niet was genoteerd en een vetgedrukt getal geeft de hoogste notering aan.
2. ↑  2000 was het eerste jaar met een notering voor dit nummer.
3. ↑  Deze tabel is bijgewerkt tot en met de laatste editie (2024).